# تبكل الجلد
تبكّل الجلد (بالإنجليزية: Poikiloderma)‏ هي حالة جلدية تتكون من مناطق تعاني من نقص التصبغ وفرط التصبغ وتوسع الشعيرات وضمور.
تظهر حالة تبكّل الجلد عادة على الصدر أو الرقبة، وتتميز بظهور صبغة حمراء اللون على الجلد ترتبط بأضرار أشعة الشمس.

## المظهر
هي حالة تسبب إزعاجاً تجميلياً، لكنها بحدّ ذاتها لا تشكل مخاطر صحية.

## الأسباب
- حالة خلقية منذ الولادة

1. متلازمة روثموند تومسون
2. خلل التقرن الخلقي
3. متلازمة منديس دا كوستا

- أسباب وراثية أخرى

1. متلازمة ديغوس-تورين
2. مرض جلدي منتشر والضمور البقعي
3. جلد متصلب
4. متلازمة كيندلر
5. متلازمة ويري-كيندلر
6. جفاف الجلد المصطبغ

- حالة مكتسبة

1. إصابة جراء البرودة أو الحرارة والإشعاع المؤين والتعرض للمواد الكيميائية الحساسة
2. حزاز مسطح
3. التهاب العضلات والجلد
4. ذئبة حمامية
5. تصلب لويحي
6. لمفوما جلدية تائية الخلايا

## تطور المرض
The exact cause of poikiloderma is unknown; however, extended sun exposure, namely the الأشعة فوق البنفسجية emitted by the sun, is the primary factor.

## التشخيص
يُشخص مقدمو الرعاية الصحية هذه الحالة بفحص الجلد واستعراض التاريخ الطبي. إذا لم يكن التشخيص واضحًا، فقد يقومون بإجراء خزعة للجلد. وهي عبارة عن عينة من أنسجة الجلد يأخذها مقدم الرعاية الصحية ويرسلها إلى المختبر للفحص.
يمكن للخزعة أن تساعد في تمييز تبكل الجلد عن الحالات الأخرى التي قد تبدو متشابهة، والتي تشمل:
- حالات وراثية تؤثر على الجلد، مثل الورم البقعي الخلقي (المعروف أيضًا باسم متلازمة روثمند ثومسون) ومتلازمة بلوم. كلا متلازمتين تؤثران على أنظمة أخرى في الجسم. كما يمكن أن تسببا في إعاقة شديدة وزيادة خطر الإصابة بأنواع مختلفة من السرطان.
- أمراض جلدية، مثل الذئبة الجلدية والتهاب العضلات الجلدية والفطر الفجائي.

## العلاج
على الرغم من صعوبة هذا العلاج، إلا أنه علاج للأورام الجلدية يتضمن إيصال أطوال موجية متعددة من الضوء النبضي المكثف إلى المنطقة المصابة.
تشمل الأنواع:
- Poikiloderma vasculare atrophicans
- تبكل الجلد السيفاتي  [لغات أخرى]‏
- Hereditary sclerosing poikiloderma